# Ухайдир
Дворец аббасидов в Ухайдире (араб. حصن الأخيضر‎) — крупная прямоугольная крепость, расположенная в 50 км к югу от Кербелы, в одноимённой мухафазе Ирака. Возведена в 775 году нашей эры по указу племянника первого арабского халифа из династии аббасидов ас-Саффаха Исы ибн Мусы. Выполнен в уникальном аббасидском стиле, отличающимся симметрией в плане, наличием внутренних дворов, айванов, квадратного главного зала, мечети, а также домов для прислуги. Впервые Ухайдир обнаружила британская путешественница Гертруда Белл в 1909 году в ходе своей экспедиции по Ближнему Востоку, занимаясь картированием Евфрата. В своё время через крепость, наравне с которой существовали также Атшан (Сирия) и Мудждах (Ирак), проходил торговый путь из Ирака в остальные страны региона. По мнению исследователя архитектуры арабского мира Роберта Хилленбранда, крепость со своими большими размерами и тесным жилым комплексом запечатлела «деспотичный и увеселительно—любвеобильный образ династии».
С точки зрения археолога Марселя Дьёлафуа и востоковеда Луи Массиньона, Ухайдир представлял собой зимний дворец доисламской эпохи Каср аль-Садир, построенный иранским архитектором для принца Аль-Хиры. Вероятно, нынешнее наименование дворец получил в честь представителя династии Бану Ухайдир Исмаила ибн Юсуфа аль-Ухайдира, поднявшего восстание против аббасидского владычества, впоследствии при поддержке карматов занявшего пост губернатора Эль-Куфы.
Включён в раздел «Объекты культурного наследия» предварительного списка объектов Всемирного наследия ЮНЕСКО 7 июля 2000 года.